# Длань Караюча (Цілком таємно)

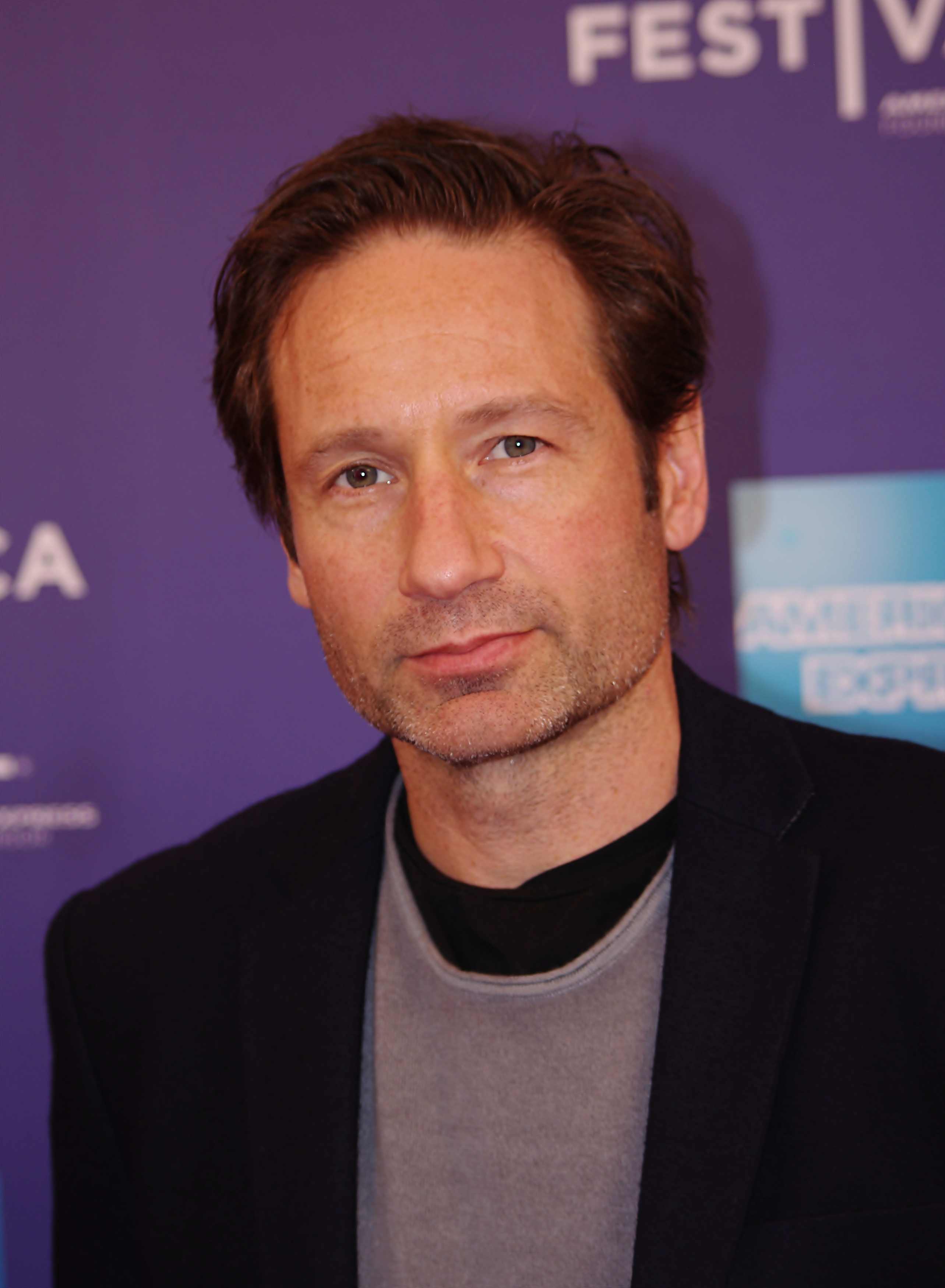

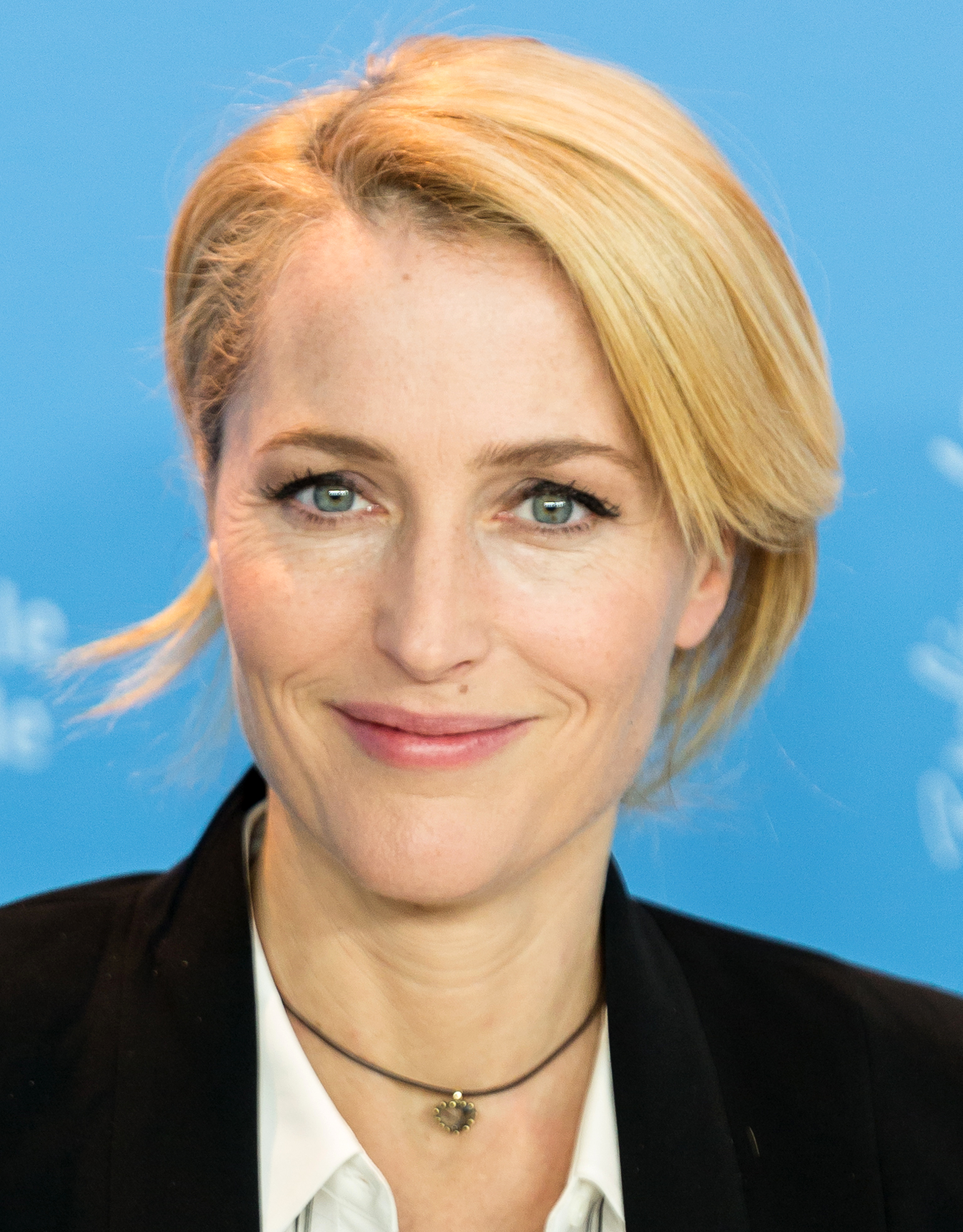

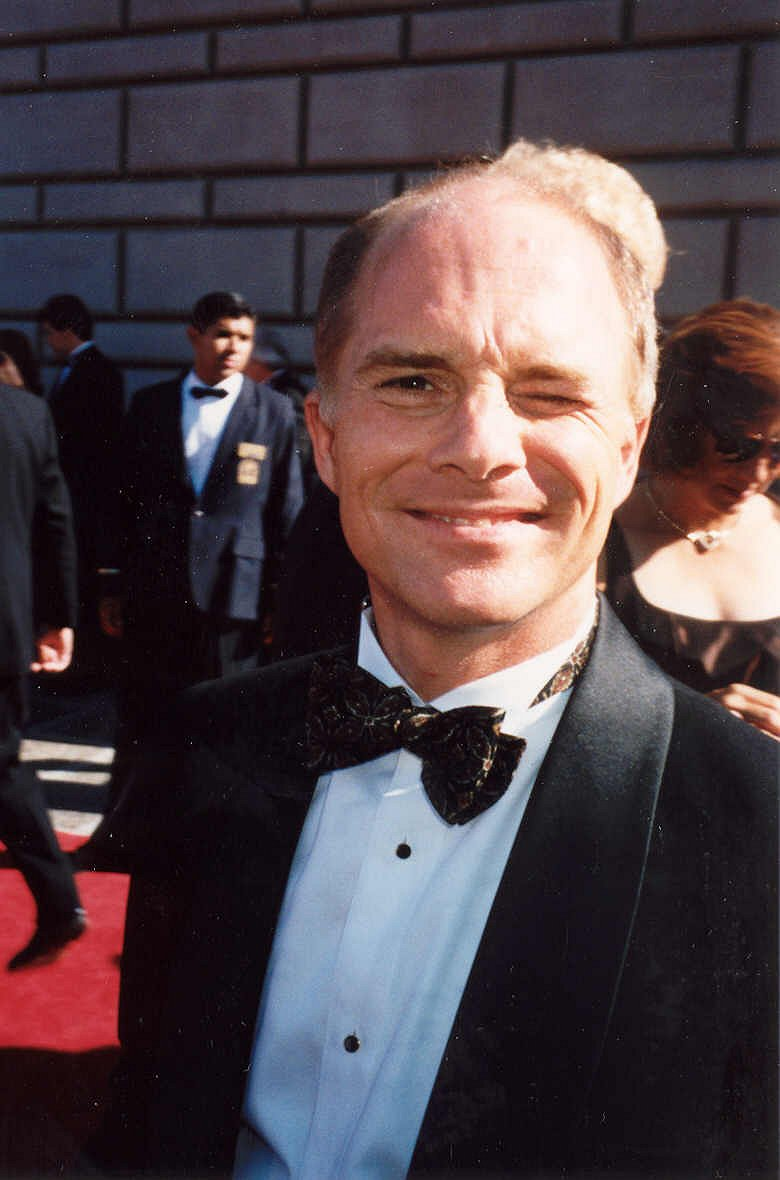

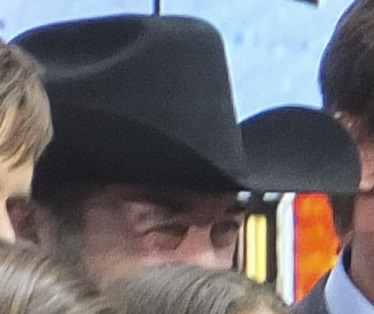

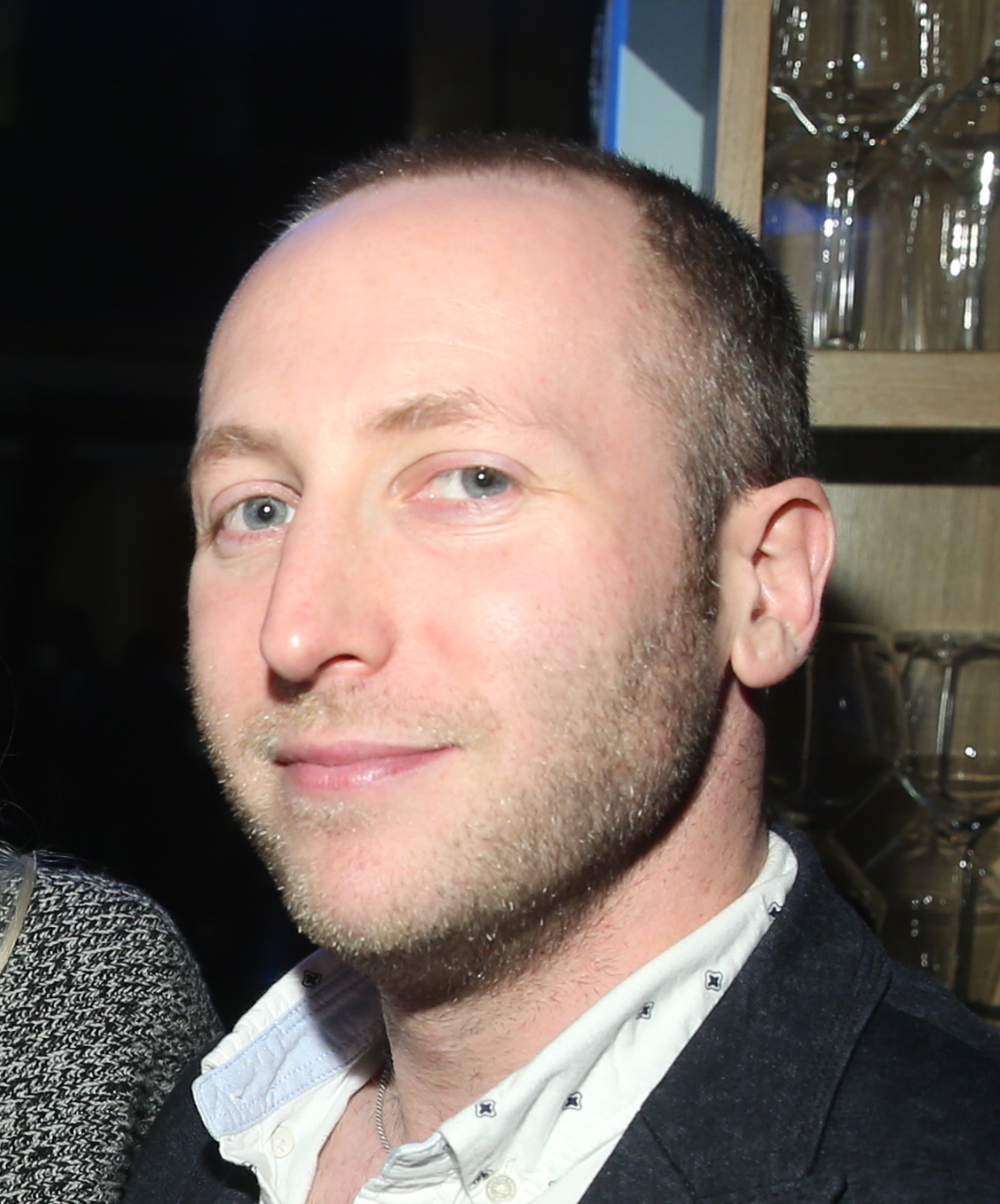

Длань Караюча (англ. Die Hand Die Verletzt) — чотиринадцята частина другого сезону серіалу «Цілком таємно» («Секретні матеріали»).

## Зміст
У середній школі Кроулі міста Мілфорд Гейвен, (штат Нью-Гемпшир) група ініціативних вчителів зустрічається, щоб обговорити проведення різних соціальних заходів. Присутні на зустрічі дорослі спочатку займають консервативну позицію, сумніваючись, чи варто школярам робити постановки мюзиклів «Бріолін» або «Ісус Христос — суперзірка», однак коли зустріч закінчується, вони разом вимовляють сатанинську молитву.
Пізніше вночі група учнів вирушає до лісу, щоб зайнятися чорною магією. Експеримент призводить до того, що починають відбуватися незрозумілі речі, як то — із землі виривається вогонь, лунають демонічні голоси, на місці ритуалу кишать щури. Одна дівчина утікає із молитвою до Бога. Наступного дня одного з підлітків, Джеррі Томаса, знаходять із вирваними серцем й очима. Прибулі на місце злочину Малдер та Скаллі дізнаються від місцевих жителів, що діти своїми ритуалами випустили на волю демонічні сили. Ця теорія підживлюється дивними подіями, такими, як падаючі з неба жаби і вода в шкільному питному фонтанчику, що закручується при зливі в зворотному напрямі.
Знайшовши підлітків, що були присутні під час ритуалу, за допомогою обривка книжкової сторінки зі штампом бібліотеки агенти з'ясовують, що підлітки лише хотіли справити враження на дівчат і не знають, що сталося. Учителі-прибічники культу Азазела намагаються вмявити ще одного окультиста. Виявляється, що невідома агентам вчителька на заміну, місіс Педдок, зберігає в своєму столі очі і серце жертви. Під час практичного заняття із розтином зародка свині у присутньої на ритуалі дівчини стається нервовий зрив. Вона повідомляє агентам про звалтування Джимом Осбері — вона викреслила це із спогадів. Окультисти використовували її і сестру та називали «плідником». Дівчинка говорить, що коли мати йшла, її вітчим проводив в їхньому будинку окультні ритуали, що включали зґвалтування і запліднення її та молодшої сестри, а також принесення в жертву дітей, які народилися від цих актів. Вона стверджує, що її сестра зрештою сама стала однією з принесених в жертву. Мати Шеннон заперечує, що Шеннон коли-небудь була вагітна і каже, що молодша дочка померла у віці 8 тижнів. Джим проганяє Фокса, двері відчмняються настіж смі.
Коли Шеннон залишається в школі після занять, щоб перездати лабораторну по препарації свинячого ембріона, місіс Педдок бере її браслет, а потім використовує його як частину заклинання, що приводить до того, що Шеннон перерізає собі вени. Коли на місце прибувають агенти, під час гуркоту грому і відключення світла Педдок непомітно краде ручку Скаллі. Також ніхто з учтелів не пригадує часу прийняття на роботу місіс Педдок. Малдер вирушає до будинку Осбері, де проникає в підвал, оформлений як храм сатани. Раптово з'ясовується, що Джим Осбері стоїть поруч з ним. Осбері розповідає, що коли дізнався від інших членів сатанинського культу про їхні наміри звинуватити його пасербицю в убивстві і нарузі над тілом Джеррі Томаса, він вирішив зізнатися Малдеру в діяльності культу. Він підтверджує спогади Шеннон про ритуали, але заперечує сексуальні домагання, кажучи, що її підчищена пам'ять заповнила порожнечі сенсаціями з бульварної преси. Він також говорить, що члени секти проводили одні ритуали і ігнорували інші при загальному мовчазному схваленні. Тим часом Скаллі, перебуваючи в школі, вивчає викладачів і, зокрема, місіс Педдок, і виявляє, що ніхто не знає про те, хто вона і хто її найняв, а вчитель якого вона замінила, захворів вкрай рідкісним і незвичайним захворюванням. Педдок імітує дзвінок Малдеру від імені Скаллі з проханням про допомогу. Коли агент, прикувавши Осбері в підвалі, йде, в приміщення проникає гігантська змія, яка з'їдає Осбері. Місіс Педдок, задоволено посміхаючись, відкриває очі, які виглядають як зміїні. Дейна вивчає викладачів і, зокрема, місіс Педдок, і виявляє, що ніхто не знає про те, хто вона і хто її найняв, а вчитель якого вона замінила, захворів вкрай рідкісним і незвичайним захворюванням. Педдок імітує дзвінок Малдеру від імені Скаллі з проханням про допомогу.
Малдер приїжджає в школу, де Скаллі стверджує, що не викликала його. Педдок імітує побої, звинувативши в нападі групу з трьох співробітників школи-членів культу. Ті, своєю чергою, переконані, що їм необхідно принести жертву і нападають на Малдера і Скаллі. Відтягнувши агентів в душові, вони збираються зробити ритуальне вбивство, але Педдок змушує сектантів вбити самих себе. Малдер і Скаллі звільняються від своїх пут і виявляють, що місіс Педдок пропала, залишивши їм повідомлення «Прощавайте. Приємно було працювати з вами» на класній дошці. Світло в класі вмикається; світ стає звичайним.

## Знімались
| Актор             | Роль             |
| ----------------- | ---------------- |
| Девід Духовни     | Курець           |
| Джилліан Андерсон | Дейна Скаллі     |
| Ден Батлер        | Джим Осбері      |
| Лора Гарріс       | Андреа           |
| Сьюзен Бломмарт   | Філліс Х. Паддок |
| Гізер Маккомб     | Шеннон Аусбер    |
| Шон Джонсон       | Піт              |
| Джош Епштейн      | Джош             |